# 프록시 자동 구성
프록시 자동 구성(Proxy auto-config, PAC) 파일은 웹 브라우저와 다른 사용자 에이전트가 주어진 URL을 가져오기 위해 적절한 프록시 서버(접속 방식)를 자동으로 선택하는 방법을 정의한다.
PAC 파일에는 FindProxyForURL(url, host)이라는 자바스크립트 함수가 포함되어 있다. 이 함수는 하나 이상의 접근 방식 사양을 포함하는 문자열을 반환한다. 이러한 사양은 사용자 에이전트가 특정 프록시 서버를 사용하거나 직접 연결하도록 한다.
여러 사양은 프록시가 응답하지 않을 경우 대체 수단을 제공한다. 브라우저는 다른 URL을 요청하기 전에 이 PAC 파일을 가져온다. PAC 파일의 URL은 수동으로 구성되거나 웹 프록시 자동 검색 프로토콜에 의해 자동으로 결정된다.